# Vesle
De Vesle is een zijrivier van de Aisne in Frankrijk. Hij ontspringt op een hoogte van 153 meter te Somme-Vesle en loopt grotendeels in noordwestelijke richting door het departement van de Marne. De belangrijkste stad aan de Vesle is Reims. De monding in de Aisne op een hoogte van 43 meter ligt te Condé-sur-Aisne, in het departement van de Aisne. De grootste zijrivier van de Vesle is de Ardre. Het water van de rivier wordt gebruikt om het Canal de l'Aisne à la Marne, dat er van Sept-Saulx tot Reims parallel mee loopt, te voeden.